# Ходаки (Винницкая область)
Хода́ки (укр. Ходаки) — село на Украине, находится в Барском районе Винницкой области.
Код КОАТУУ — 0520285303. Население по переписи 2001 года составляет 360 человек. Почтовый индекс — 23020. Телефонный код — 4341.
Занимает площадь 1,826 км².

## Адрес местного совета
23020, Винницкая область, Барский р-н, с.Ходакы